# Fender Telecaster Plus
Fender Telecaser Plus je električna gitara s dvostrukim elektromagnetima, punog tijela, koju je Fender proizvodio u SAD-u kasnih '80-ih, i do sredine '90-ih godina.

Ovaj model je varijanta izvornog Fender Telecaster modela, ali s ugrađenim Lace Sensor elektromagnetima.

## Lace Sensor elektromagneti
Model Fender Telecaster Plus (prva verzija) ima ugrađenu konfiguraciju od dvostrukog Red-Red Lace Sensor elektromagneta na mjestu bliže mostu, i Blue modela bliže vratu gitare.

Model Telecaster Plus (druga verzija) ima konfiguraciju od tri pozlaćena Lace Sensor elektromagneta, dok kombinacija dvostrukog na mostu, i jednostrukog pri vratu gitare Fender je koristio u kasnim '80-im, i početkom '90-ih. Otprilike kad su dizajnirani modeli Fender Stratocaster Ultra, i potpisani Fender Jeff Beck Stratocaster model.

## Razlike između modela Standard, i Telecastera Plus
Modeli Telecaster Plus proizvedeni od 1989. – 1995. godine (prva verzija) imaju kraći most, (slično kao modeli Stratocaster), i elektromagnet nije dio mehanizma mosta. Kontrolna pločica zahvaljujući dodatnom mini preklopniku u nizi do pota tona i glasnoće, također je drugačija od modela Standard. Trodjelni preklopnik funkcionira tako da položaj prema mostu uključi elektromagnet bliži mostu, sredina oba elektromagneta, a položaj preklopnika prema vratu uključio bi elektromagnet bliži vratu gitare. Ovakva uporabna shema spoja elektromagneta na američkim Telecaster Deluxe modelima prakticirala se oko dvije godine.

Modeli gitara proizvedeni od 1995. – 1997. godine (druga verzija), imaju tijelo od johe, ili jasena, sa standardnim Telecaster mostom. Konfiguraciju ugrađenih elektromagneta čine tri pozlaćena Lace Sensor elektromagneta. Svi Telecaster Plus, i Deluxe Plus modeli, zamijenjeni su 1998. godine s novom American Deluxe Telecaster serijom.

## Telecaster Plus Deluxe
Godine 1989/90-tu Fender je predstavio model Telecaster Deluxe Plus. Model je bio identičan Telecasteru Plus s dodatkom tremolo sistema, Schallerovim mašinicama na glavi gitare, i Wilkinsovu modelu zaključavanja mašinica (engl. roller nut, 1993. godine promijenjen s LSR modelom).

Model je imao ugrađenu konfiguraciju od tri Fenderova Lace Sensor elektromagneta. Dvostruki (uparena dva jednostruka) Red model nalaze se na poziciji bliže mostu, a Blue jednostruki bliže vratu gitare.

## Modern Player Telecaster Plus
Fender je 2010. godine predstavio Modern Player seriju gitara proizvedenih u Kini. Među dostupnim modelima bio je i model Telecaster Plus s (HSS = H dvostruki, S jednostruki) konfiguracijom elektromagneta. Uz dvostruki elektromagnet bliže mostu, Stratocaster jednostruki elektromagnet u sredini, i Telecaster pri vratu, novina je i mali prekidač između potova tona i glasnoće kojim se dvostruki elektromagnet pri mostu dijelio na funkciju jednostrukih magneta. Ova funkcija glazbeniku omogućava veliki izbor raspona tonova. Model je bio dostupan u crnoj (transparent charcoal), i "huney burst" boji.

## Vanjske poveznice
- "Fender Telecaster plus - opisni sadržaj"
- "Fender Telecaster Deluxe - opisni sadržaj"
- "Modern Player Telecaster® Plus"[neaktivna poveznica]